# ماثيو أبسون
ماثيو جايمس أبسون (بالإنجليزية: Matthew Upson)‏، من مواليد 18 ابريل 1979 في سوفولك في إنجلترا، لاعب كرة قدم إنجليزي.
بدأ مسيرته الكروية مع نادي لوتون تاون في عام 1994، ولعب معهم حتى عام 1997، وشارك معهم في مباراة واحدة، وفي عام 1997 انتقل إلى نادي آرسنال، ولعب معهم حتى عام 2003، وشارك معهم في 35 مباراة، وفي عام 2000 أعير إلى نادي نوتنغهام فوريست، ولعب معهم مباراة واحدة، وفي عام 2001 أعير إلى نادي كريستال بالاس، ولعب معهم 7 مباريات، وفي عام 2002 أعير إلى نادي ريدينغ، ولعب معهم 14 مباراة، وفي عام 2003 انتقل إلى نادي برمنغهام سيتي، ولعب معهم حتى عام 2007، وشارك معهم في 113 مباريات وسجل 5 أهداف، ومنذ عام 2007 وهو يلعب مع نادي وست هام يونايتد.
و قد لعب مع منتخب إنجلترا لكرة القدم في عام 2002.
وقد برز مؤخرا مع منتخب بلاده حيث أنه كان بالتشكيلة الأساسية للمدرب فابيو كابيلو وسجل هدف في المنتخب الألماني.

## مسيرته الكروية
لعب ماثيو أبسون خلال مسيرته الاحترافية مع 11 ناديًا في خمسة وعشرون موسمًا وسجل خلالها 14 هدفًا ضمن 385 مباراة. حيث فاز في موسمين بالكأس وفي موسمين بالدوري.
خاض ماثيو أبسون مسيرته مع نادي لوتون تاون في موسم 1996–97 لمدة موسم واحد، مشاركًا في مباراة ولم يسجل أي هدف. ثم انتقل إلى نادي أرسنال في موسم 1997–98 في المرة الأولى ليلعب معه أربعة مواسم ثم في موسم 2001–02 لمدة موسم واحد، حيث شارك طوالها في 34 مباراة ولم يسجل أي هدف أيضًا. لينتقل بعدها إلى نادي نوتينغهام فورست في موسم 2000–01 لمدة موسم واحد، مشاركًا في مباراة ولم يسجل أي هدف أيضًا. ثم انتقل إلى نادي برمنغهام سيتي في موسم 2002–03 ليلعب معه خمسة مواسم، مشاركًا في 113 مباراة سجل خلالها 5 أهداف. هذا وانتقل لاحقًا إلى نادي وست هام يونايتد في موسم 2006–07 ليلعب معه خمسة مواسم، مشاركًا في 131 مباراة سجل خلالها 4 أهداف. ثم انتقل بعدها إلى نادي ستوك سيتي في موسم 2011–12 ولمدة موسمين، مشاركًا في 15 مباراة سجل خلالها هدفين. ليعود وينتقل من جديد، لكن هذه المرة إلى نادي برايتون أند هوف ألبيون في موسم 2012–13 ولمدة موسمين، مشاركًا في 61 مباراة سجل خلالها 3 أهداف. لينتقل بعدها إلى نادي ليستر سيتي في موسم 2014–15 لمدة موسم واحد، مشاركًا في 5 مباريات ولم يسجل أي هدف. ثم لعب في نادي ميلتون كينز دونز في موسم 2015–16 لمدة موسم واحد، مشاركًا في 3 مباريات ولم يسجل أي هدف أيضًا.

## روابط خارجية
- ماثيو أبسون على موقع الاتحاد الدولي (مؤرشف)  (الإنجليزية)
- ماثيو أبسون على موقع الاتحاد الأوربي (الإنجليزية)
- ماثيو أبسون على موقع قاعدة بيانات كرة القدم.إي يو (الإنجليزية)
- ماثيو أبسون على موقع ناشيونال فوتبول تيمز (الإنجليزية)
- ماثيو أبسون على موقع Soccerbase.com (لاعب) (الإنجليزية)
- ماثيو أبسون على موقع Soccerway.com (الإنجليزية)
- ماثيو أبسون على موقع عالم كرة القدم.نت (الإنجليزية)
- ماثيو أبسون على موقع كووورة
- ماثيو أبسون على موقع AS.com (الإسبانية)